# Pamfil (imię)
Pamfil – imię męskie pochodzenia greckiego. Wywodzi się od greckiego παν (pan) – „wszystko, wszyscy” i φιλος (filos) – „przyjaciel” i oznacza „wszystko miłujący”. Inną możliwością jest pochodzenie tego imienia od gr. Pámphylos – „złożony z różnych szczepów”. W Polsce notowane już w średniowieczu jako łac. Pamphilus. Patronem imienia jest św. Pamfil, męczennik z Cezarei.
Pamfil imieniny obchodzi 16 lutego, 28 kwietnia, 1 czerwca, 7 września i 21 września.
Żeński odpowiednik: Pamfilia
Pamfil w innych językach:
- rosyjski – Памфил (Pamfił), Панфилей[3].